# Compania Națională a Uraniului
Compania Națională a Uraniului București, înființată în anul 1997, are în administrare resursele minerale de uraniu existente în România și desfășoară activități de cercetare geologică și exploatare a zăcămintelor de uraniu, prepararea minereurilor și rafinarea concentratelor, transportul și comercializarea acestora, precum și conservarea, închiderea și ecologizarea obiectivelor cu activitate sistată.
Este singura companie din România care are licență de exploatare a uraniului, obținută de la Agenția Națională pentru Resurse Minerale.
CNU reprezintă o componentă strategică a ciclului combustibilului nuclear, asigurând materia primă pentru fabricarea combustibilului nuclear necesar funcționării unităților de la CNE Cernavodă, contribuind astfel la menținerea stabilității Sistemului Energetic Național, întrucât CNE Cernavodă contribuie cu circa 18%  la producția națională de energie electrică (2016).
În anul 2010 compania a primit o subvenție de 29,5 milioane de lei de la Statul Român.
Număr de angajați în 2009: 1.795 
Cifra de afaceri în 2009: 145 milioane lei